# Sortlandbrug
De Sortlandbrug  (Noors: Sortlandbrua) is een betonnen brug in de Noorse fylke Nordland. De brug verbindt de eilanden Hinnøya en Børøya en de plaatsen Sortland en Strand, beide in de gemeente Sortland. 